# Gypona atrana
Gypona atrana är en insektsart som beskrevs av Delong 1980. Gypona atrana ingår i släktet Gypona och familjen dvärgstritar. Inga underarter finns listade i Catalogue of Life.